# Liliana Borzacconi
Liliana Borzacconi Vidal es una ingeniera química uruguaya, docente titular de la Universidad de la República de Uruguay.

## Biografía

### Formación
En 1981, Borzacconi obtuvo el título de Ingeniera Química en la Universidad de la República de Uruguay. En la misma institución obtuvo  tanto la Maestría como el Doctorado en Ingeniería Química, en 1995 y 1998 respectivamente. Su tesis doctoral se denominó "Tratamiento biológico de lixiviado de relleno sanitario". Desde 1981 empezó a desempeñarse como docente de Ingeniería Química en la Facultad de Ingeniería de la Universidad de la República, cargo que aún desempeña.

### Carrera
Desde comienzos de la década de 1990 empezó a llevar a cabo proyectos de investigación que involucran temas como la producción de biogás a partir de materia orgánica, el diseño de reactores para el tratamiento anaerobio de efluentes y alternativas para el manejo integral de residuos domésticos. Además de su papel como docente, Borzacconi ha sido consejera de la facultad, integrante de comisiones de investigación científica, directora del Instituto de Ingeniería Química y presidenta del Consejo Nacional de Investigaciones Científicas y Técnicas CONICYT, entre otras actividades.
Liliana hace parte del grupo de investigación BIOPROA (Biotecnologías de Procesos para el Ambiente), organización creada con el fin de resolver problemas ambientales a través del tratamiento biológico de residuos generados por la industria, mediante un sistema anaerobio que tiene como beneficio la generación de energía en forma de biogás. En 2008 fue receptora del Primer Premio del IV Encuentro de Ingeniería Química otorgado por la Asociación de Ingenieros Químicos de Uruguay. Ha publicado más de treinta artículos científicos en revistas y ha contribuido con capítulos de libros.

## Publicaciones seleccionadas
- 2017, Tratamiento anaeróbico de la vinaza de caña de azúcar: tratabilidad y operación a escala real
- 2016, Comunidades microbianas de veinte diferentes reactores productores de hidrógeno estudiadas mediante 454 pirosecuencias
- 2013, Producción de hidrógeno en un reactor anaeróbico de lecho compacto de flujo ascendente para el tratamiento de suero de queso
- 2012, Reactor UASB modificado para aguas residuales de la industria láctea: indicadores de rendimiento y comparación con el enfoque tradicional
- 2011, Nuevo concepto de reactor anaerobio para el tratamiento de efluente lácteo
- 2007, Generación de lodos y evolución de la biomasa de un reactor UASB a escala real tratando efluente de maltería